# Unkovice
Unkovice är en ort i Tjeckien.   Den ligger i regionen Södra Mähren, i den sydöstra delen av landet, 200 km sydost om huvudstaden Prag. Unkovice ligger 180 meter över havet och antalet invånare är 642.
Terrängen runt Unkovice är platt. Runt Unkovice är det ganska tätbefolkat, med 72 invånare per kvadratkilometer. Närmaste större samhälle är Brno, 19,5 km norr om Unkovice. Trakten runt Unkovice består till största delen av jordbruksmark.